# Raffaele Storti
Pour les articles homonymes, voir Costa et Storti.

a Compétitions nationales et continentales officielles uniquement.

b Matchs officiels uniquement.
Dernière mise à jour le 21 février 2025.
Raffaele Costa Storti, né le 19 décembre 2000 à Lisbonne, est un joueur international portugais de rugby à XV qui évolue au poste d'ailier.

## Biographie
Raffaele Costa Storti est né à Lisbonne au Portugal d’un père italien originaire d'Urbino et d’une mère portugaise.

### Jeunesse et formation

#### Débuts rugbystiques au CR Técnico
Il se fait remarquer lors du Trophée mondial de rugby à XV des moins de 20 ans 2019, où il inscrit neuf essais en quatre matchs et dont il termine meilleur marqueur d'essais avec l'équipe du Portugal des moins de 20 ans. Il joue alors en club avec le CR Técnico.
Déjà capé en senior avec l'équipe du Portugal de rugby à sept, il est appelé en équipe du Portugal de rugby à XV pour disputer une tournée en Amérique du Sud. Titulaire lors des deux matchs face au Brésil et au Chili, il inscrit un essai dès sa première sélection face aux Brésiliens.

#### Passage au Peñarol Rugby
Il reste alors en Amérique du Sud pour signer au sein de la nouvelle franchise du Peñarol Rugby. Mais la ligue est rapidement arrêtée à cause de la pandémie de Covid-19.

#### Retour au CR Técnico
Il retourne alors au Portugal dans son ancien club, le CR Técnico, pour disputer la saison 2020-2021.

### Stade français (2021-2025)
À la suite de cette saison, il signe un contrat de trois ans en faveur du Stade français.

#### Prêt à l'AS Béziers (2022-2024)
Il est prêté en Pro D2 à l'AS Béziers jusqu’à la fin de saison 2022-2023. Alors qu'il réalise une très bonne saison et figure parmi les meilleurs marqueurs de Pro D2, il se blesse en demi-finale du Rugby Europe Championship avec la sélection du Portugal, ce qui met un terme à sa saison. À la fin de l'exercice, son prêt est prolongé d'une saison avec le club biterrois.
En juin 2023, il fait partie d'une liste de trente-huit joueurs présélectionnés pour préparer la Coupe du monde 2023. En août suivant, il est finalement présent dans le groupe de trente-trois joueurs convoqués pour la compétition planétaire. Lors du deuxième match de poule des portugais dans la compétition, il se montre décisif en étant l'auteur d'un doublé contribuant au match nul 18-18 de son équipe contre la Géorgie. Lors de la dernière journée, il est de nouveau décisif en inscrivant un essai puis en adressant une passe décisive à son coéquipier Rodrigo Marta qui inscrit l'essai de la première victoire des portugais en Coupe du monde contre les Fidji (24-23) en toute fin de rencontre,. Malgré l'élimination des portugais en poule, il est l'une des révélations de cette compétition et il est annoncé que son club du Stade français envisage de le faire revenir plus tôt que prévu,. Il fait tout de même son retour à Béziers après la compétition et se montre tout aussi performant.

### Départ au FC Grenoble (depuis 2025)
À partir de la saison 2024-2025, Raffaele Costa Storti rejoint le FC Grenoble pour deux saisons, jusqu'en 2027.

## Statistiques

### En sélection
| Année | Compétition                        | Matchs | Points | Essais |
| ----- | ---------------------------------- | ------ | ------ | ------ |
| 2019  | Test matchs                        | 2      | 5      | 1      |
| 2020  | Test matchs                        | 1      | -      | -      |
| 2021  | REC 2020                           | 1      | -      | -      |
| 2021  | REC 2021                           | 5      | 35     | 7      |
| 2021  | Test matchs                        | 2      | 5      | 1      |
| 2022  | REC                                | 2      | 5      | 1      |
| 2022  | Test matchs                        | 3      | 10     | 2      |
| 2022  | Qualifications Coupe du monde 2023 | 3      | 15     | 3      |
| 2023  | REC                                | 2      | -      | -      |
| 2023  | Test matchs                        | 1      | 5      | 1      |
| 2023  | Coupe du monde                     | 4      | 15     | 3      |
| Total | Total                              | 26     | 95     | 19     |

| Essai | Adversaire       | Lieu                                       | Compétition             | Date              | Résultat | Score |
| ----- | ---------------- | ------------------------------------------ | ----------------------- | ----------------- | -------- | ----- |
| 1     | Brésil           | Stade Nicolau-Alayon, São Paulo            | Test match              | 9 novembre 2019   | Défaite  | 26-24 |
| 2     | Roumanie         | Centro de Alto Rendimento do Jamor, Oeiras | REC 2021                | 13 mars 2021      | Défaite  | 27-28 |
| 3     | Espagne          | Centro de Alto Rendimento do Jamor, Oeiras | REC 2021                | 27 mars 2021      | Victoire | 43-28 |
| 4     | Pays-Bas         | NRCA Stadium, Amsterdam                    | REC 2021                | 10 juillet 2021   | Victoire | 28-61 |
| 5     | Pays-Bas         | NRCA Stadium, Amsterdam                    | REC 2021                | 10 juillet 2021   | Victoire | 28-61 |
| 6     | Pays-Bas         | NRCA Stadium, Amsterdam                    | REC 2021                | 10 juillet 2021   | Victoire | 28-61 |
| 7     | Pays-Bas         | NRCA Stadium, Amsterdam                    | REC 2021                | 10 juillet 2021   | Victoire | 28-61 |
| 8     | Pays-Bas         | NRCA Stadium, Amsterdam                    | REC 2021                | 10 juillet 2021   | Victoire | 28-61 |
| 9     | Canada           | Centro de Alto Rendimento do Jamor, Oeiras | Test match              | 6 novembre 2021   | Victoire | 20-17 |
| 10    | Pays-Bas         | Centro de Alto Rendimento do Jamor, Oeiras | REC 2022                | 26 février 2022   | Victoire | 59-3  |
| 11    | Argentine XV     | Stade du Restelo, Lisbonne                 | Test match              | 9 juillet 2022    | Défaite  | 52-35 |
| 12    | Argentine XV     | Stade du Restelo, Lisbonne                 | Test match              | 9 juillet 2022    | Défaite  | 52-35 |
| 13    | Hong Kong        | The Sevens Stadium, Dubaï                  | Qualifications CDM 2023 | 6 novembre 2022   | Victoire | 42-14 |
| 14    | Hong Kong        | The Sevens Stadium, Dubaï                  | Qualifications CDM 2023 | 6 novembre 2022   | Victoire | 42-14 |
| 15    | États-Unis       | The Sevens Stadium, Dubaï                  | Qualifications CDM 2023 | 18 novembre 2022  | Nul      | 16-16 |
| 16    | Australie A (en) | Stade Jules-Ladoumègue, Massy              | Test match              | 26 août 2023      | Défaite  | 17-30 |
| 17    | Géorgie          | Stadium de Toulouse, Toulouse              | Coupe du monde 2023     | 23 septembre 2023 | Nul      | 18-18 |
| 18    | Géorgie          | Stadium de Toulouse, Toulouse              | Coupe du monde 2023     | 23 septembre 2023 | Nul      | 18-18 |
| 19    | Fidji            | Stadium de Toulouse, Toulouse              | Coupe du monde 2023     | 8 octobre 2023    | Victoire | 23-24 |

## Palmarès

### En club
- Vainqueur du Championnat du Portugal en 2021 avec le CR Técnico.

### En équipe nationale
- Finaliste du Championnat international d'Europe Championship en 2023 avec l'équipe du Portugal.

### Personnel
- Meilleur marqueur d'essais de Pro D2 en 2024 avec l'AS Béziers (21 essais)[26].